# Jane Dulo
Jane Dulo est une actrice américaine née le 13 octobre 1918 à Baltimore, Maryland (États-Unis), décédée le 22 mai 1994 à Los Angeles (Californie).

## Filmographie
- 1951 : Two Girls Named Smith (série télévisée)
- 1956 : Hey, Jeannie! (en) (série télévisée) : Liz Murray, Al's sister
- 1962 : Sur le pont, la marine ! ("McHale's Navy") (série télévisée) : Nurse Molly Turner (1962-1964)
- 1964 : L'Homme à tout faire (Roustabout) de John Rich : Hazel
- 1967 : He & She (en) (série télévisée) : Mrs. O'Connor
- 1968 : Did You Hear the One About the Traveling Saleslady? : Clara Buxton
- 1970 : Pufnstuf (en) : Miss Flick
- 1969 : Médecins d'aujourd'hui ("Medical Center") (série télévisée) : Nurse Murphy (1971-1972)
- 1973 : La Voix du vampire (The Norliss Tapes) (TV) : Sarah Dobkins
- 1973 : Soleil vert (Soylent Green) : Mrs. Santini
- 1975 : Hearts of the West, d'Howard Zieff : Mrs. Stern
- 1977 : Terraces (TV) : Roberta Robbins
- 1981 : Allô Nelly bobo ("Gimme a Break!") (série télévisée) : Grandma Mildred Kanisky (1982-1983)
- 1983 : The Other Woman (TV) : Aunt Mae
- 1984 : Oh, God! You Devil! de Paul Bogart : Widow
- 1988 : Au fil de la vie (Beaches) : Hillary's Neighbor